# Gua Musang
Gua Musang (en malayo: Gua Musang) es una localidad de Malasia, en el estado de Kelantan.
Se encuentra a 109 m sobre el nivel del mar. 

## Demografía
Según estimación 2010 contaba con 19173 habitantes.